# Красноярский (Оренбургская область)
Красноя́рский — посёлок (ранее посёлок городского типа) в Кваркенском районе Оренбургской области России. Административный центр Красноярского поссовета.
Железнодорожная станция Айдырля. 

## География
Находится в северо-восточной части области, в степной зоне, при реке Айдырля, на расстоянии примерно 20 километров (по прямой) к западу от села Кваркено, административного центра района, в 460 км к востоку от Оренбурга, областной столицы. 

### Климат
Климат характеризуется как резко континентальный, засушливый, с умеренно морозной зимой и тёплым летом. Средняя дневная температура воздуха самого тёплого месяца (июля) — 22 — 24 °C (абсолютный максимум — 40 °C); самого холодного (января) — −16 — −12 °C (абсолютный минимум — −46 °C). Среднегодовое количество атмосферных осадков составляет около 350 мм. Снежный покров устанавливается в конце ноября и держится до начала апреля.

## История
С 1949 по 1999 г. имел статус посёлка городского типа.

## Население
| 1989 | 2002  | 2010  |
| ---- | ----- | ----- |
| 3662 | ↘3236 | ↘2763 |

## Инфраструктура

### Экономика
В трёх километрах от посёлка находится газокомпрессорная станция «ГКС-16», находящаяся на газопроводе «Бухара—Урал» (обеспечивает рабочими местами большую часть населения).
Помимо этого, имеются предприятия железнодорожного транспорта, элеватор, мельница.

### Культура
Работают две общеобразовательные школы, три детских сада.

## Транспорт
Железнодорожная станция Айдырля (на линии Карталы — Орск ЮУЖД). Код ЕСР: 815802.